# Elytrotetrantus cribratus
Elytrotetrantus cribratus is een keversoort uit de familie dwerghoutkevers (Cerylonidae). De wetenschappelijke naam van de soort werd in 1967 gepubliceerd door Hans John.